# Tovariaceae
Famille
Genre
Espèce
Classification APG III (2009)
La famille des Tovariacées ne comprend que le genre Tovaria et qu'une espèce, Tovaria trifolia.
C'est une grande plante herbacée ou semi-ligneuse, annuelle ou pérenne, à feuilles composées aromatiques, des régions subtropicales à tropicales d'Amérique.

## Étymologie
Le nom vient du genre type Tovaria, donné en hommage au médecin espagnol du XVIIIe siècle, Simón Tovario qui publica une flore du Pérou.

## Classification
La classification classique de Cronquist (1981) situe cette famille dans l'ordre des Capparales.
La classification phylogénétique APG III (2009) la situe dans les Brassicales.
L'espèce Tovaria trifolia (L.) Neck. ex Baker, qui appartenait auparavant au genre Tovaria a été réassignée au genre Maianthemum et se nomme dorénavant Maianthemum trifolium.

## Liste des genres
Selon Angiosperm Phylogeny Website (21 juin 2010), NCBI (21 juin 2010) et DELTA Angio (21 juin 2010) :
- Tovaria Ruiz & Pav.

## Liste des espèces
Selon NCBI (21 juin 2010) :
- genre Tovaria
  - Tovaria pendula